# Hamsie
Hamsia este un pește marin albăstrui de circa 20 cm lungime (la vârstă adultă), cu o mare valoare comercială, care este prins pentru a fi folosit în alimentația oamenilor. Majoritatea speciilor se găsesc în apele marine, dar multe trăiesc în apa salmastră, iar unele din America de Sud sunt limitate la apa dulce.
Peste 140 de specii de hamsii sunt clasificate în 17 genuri; se găsesc în Oceanul Atlantic, Indian și Pacific, precum și în Marea Neagră și Marea Mediterană.

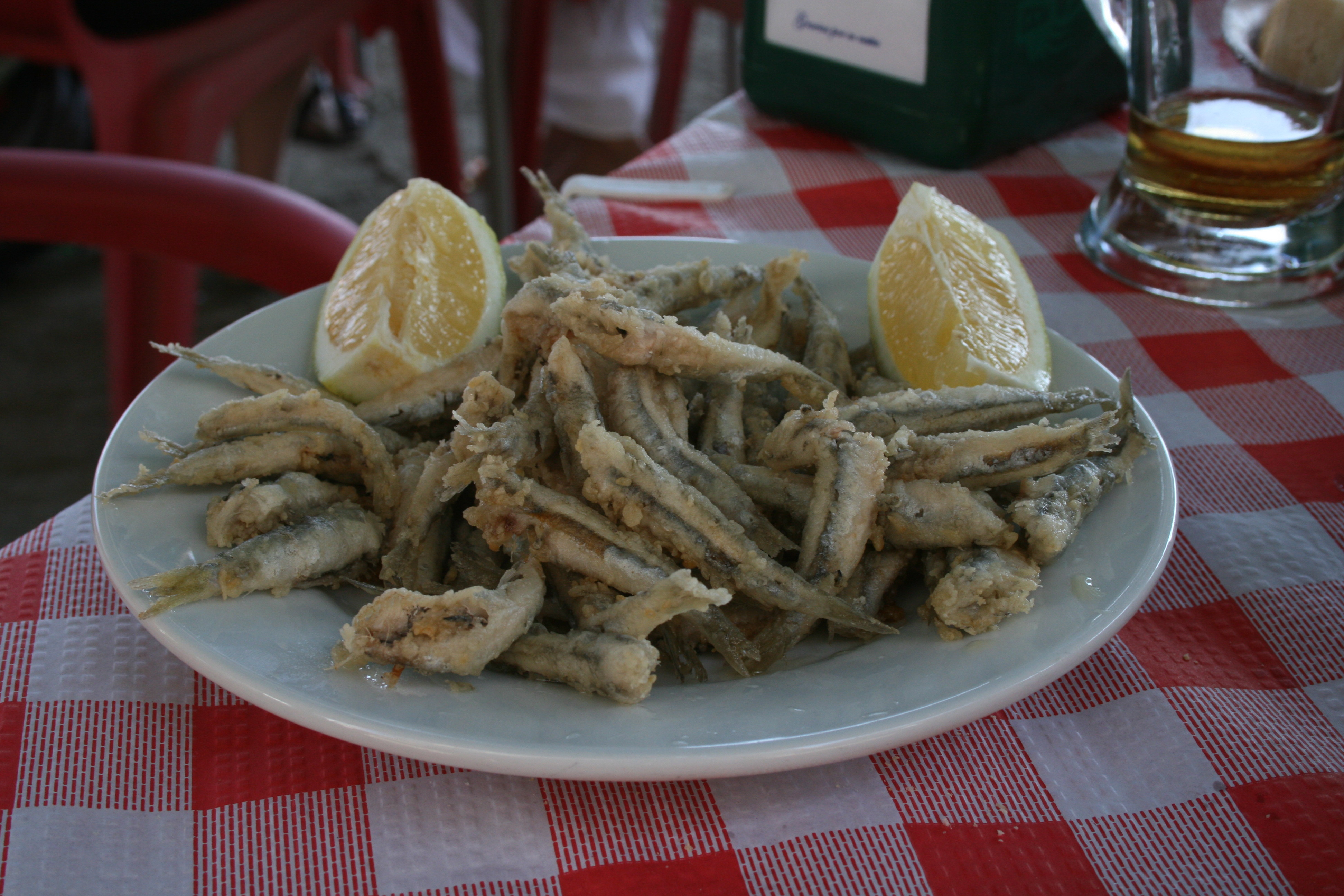
Porție de hamsii prăjite

## Genuri
| Genuri din familia Engraulidae | Genuri din familia Engraulidae | Genuri din familia Engraulidae | Genuri din familia Engraulidae | Genuri din familia Engraulidae | Genuri din familia Engraulidae                                                                          | Genuri din familia Engraulidae |
| Gen                            | Specii                         | Notă                           |                                | Gen                            | Specii                                                                                                  | Notă                           |
| ------------------------------ | ------------------------------ | ------------------------------ | ------------------------------ | ------------------------------ | --- | ------------------------------ |
| Amazonsprattus                 | 1                              |                                | Anchoa                         | 35                             | |                                |
| Anchovia                       | 3                              |                                | Anchoviella                    | 4                              | |                                |
| Cetengraulis                   | 2                              |                                | Coilia                         | 13                             | |                                |
| Encrasicholina                 | 5                              |                                | Engraulis                      | 9                              | Este genul tip hamsiilor: acest gen conține toate hamsiile semnificative din punct de vedere comercial. |                                |
| Jurengraulis                   | 1                              |                                | Lycengraulis                   | 4                              | |                                |
| Lycothrissa                    | 1                              |                                | Papuengraulis                  | 1                              | |                                |
| Pseudosetipinna                | 1                              |                                | Pterengraulis                  | 1                              | |                                |
| Setipinna                      | 8                              |                                | Stolephorus                    | 20                             | |                                |
| Thryssa                        | 24                             |                                |                                |                                | |                                |